# Formex Watch
Formex Watch SA ist ein Schweizer Uhrenhersteller, der neben Quarz- hauptsächlich mechanische Uhren fertigt. Formex Uhren werden im schweizerischen Biel hergestellt, ausschliesslich online vertrieben und liegen dadurch überwiegend im Preisbereich unter 2.000 €.

## Geschichte

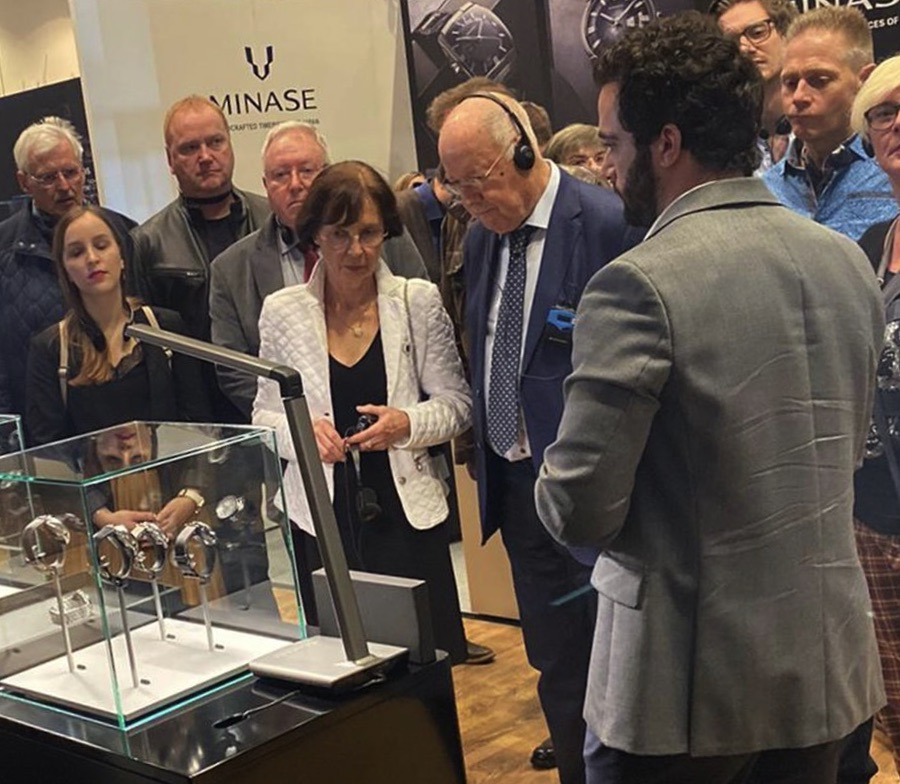

Formex wurde in den Jahren 1998/99 von Hans Peter Grädel und seinem Bruder Ferdinand im schweizerischen Lengnau BE gegründet. Grundlage war die Konstruktion und Patentierung einer Gehäusefederung, die Stösse abmildern und den Tragekomfort erhöhen soll. Dieses Element ist heute noch Bestandteil der Uhren von Formex.
Im Jahr 2015 wurde Formex von Raphaël Granito übernommen und neu strukturiert. Granito stammt aus einer Uhrenfamilie und ist Extremsportler. Granitos Vater gründete die Dexel S. A., einen Zulieferer der Schweizer Uhrenindustrie.
Seit der Übernahme wurde das Portfolio umgebaut und erweitert, das Vertriebskonzept umgestellt und neben der Entwicklung auch die Fertigung (»swiss made«) ins eigene Haus geholt. Gemeinsam mit Dexel SA will Formex 2022 neue, grössere Räumlichkeiten beziehen.

## Kollektion und Unterscheidungsmerkmale
Nach der Übernahme durch Raphaël Garnito 2015 wurde der Vertrieb im Oktober 2016 komplett auf den Online-Verkauf umgestellt. Neu für die Branche war dabei, dass die im Shop angezeigte Preise immer alle Kosten, neben dem Versand auch z. B. Einfuhrumsatzsteuern, beinhaltet sowie eine App, mit der die Uhren virtuell an den Arm gelegt werden können.
Die Kollektion besteht (Stand 1/2021) aus acht Linien, meist mit mechanischen Werken. Formex Uhren werden mit Schweizer Werken ausgestattet, meist von ETA und STP, in Biel gefertigt und verfügen teilweise schon bei den günstigeren Modellen über eine COSC-Zertifizerung.
Mit Einführung einer neuen Taucheruhr hat Formex seinen Marktauftritt und insbesondere das Logo überarbeitet.
Der Schwerpunkt liegt auf ungewöhnlichen Gehäusematerialien, Bändern und Bandwechselsystemen sowie innovative Schliessen. So verfügt beispielsweise die »Essence Leggera« über ein Gehäuse aus Karbon-Faserverbundwerkstoff und Keramik, eine patentierte, am Arm verstellbare Schliesse und wiegt nur 50 g.